# Barthélémy de Theux de Meylandt

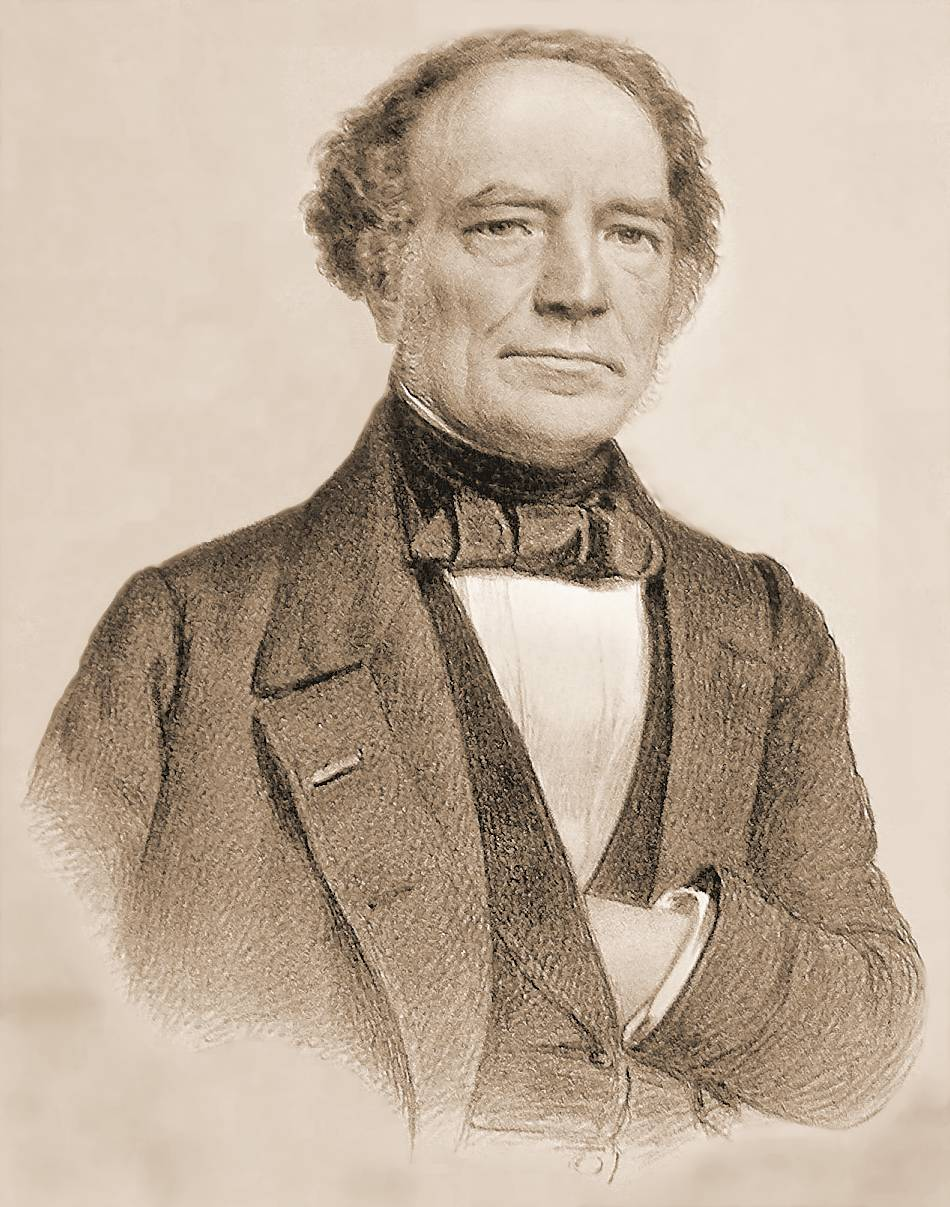
Barthélémy de Theux de Meylandt (um 1850)

Barthélémy Théodor Graf de Theux de Meylandt (* 26. Februar 1794 auf Schloss Schabroek in Sint-Truiden; † 21. August 1874 auf Schloss Meylandt in Heusden) war ein belgischer Politiker und dreimal Premierminister.

## Leben
De Theux stammte aus einer adligen Familie des Herzogtums Limburg. Er studierte an der Universität Lüttich Rechtswissenschaften, erlangte 1816 in dieser Disziplin den Doktorgrad und wurde in Brüssel Rechtsanwalt, praktizierte aber nicht. Nach Ausbruch dieser belgischen Revolution wurde er im November 1830 Mitglied des Nationalkongresses, schloss sich der gemäßigten Partei an, stimmte im Februar 1831 gegen die Wahl des Herzogs von Nemours zum belgischen König und setzte sich sehr für die Erreichung der Unabhängigkeit Belgiens von den Niederlanden ein.
1831 wurde de Theux zunächst Abgeordneter der Deputiertenkammer und im Dezember desselben Jahres Innenminister. In dieser Stellung widmete er seine Aufmerksamkeit insbesondere der Begründung des belgischen Eisenbahnsystems. Nachdem er 1832 mit seinen Kabinettskollegen zurückgetreten war, wurde er im August 1834 selbst Premierminister eines klerikalen Kabinetts und gleichzeitig wieder Innenminister; später, nachdem er ein Ministerium der öffentlichen Arbeiten geschaffen hatte, übernahm er das Außenministerium. Er setzte u. a. das Freihandels-, Unterrichts-, Universitäts- und Kommunalgesetz durch. Im April 1840 trat er mit seinen Ministern nach dem Verlust der Majorität der katholischen Partei zurück. In Berücksichtigung seiner Verdienste wurde er in den Grafenstand erhoben und war noch eine Zeitlang als Minister ohne Portefeuille tätig.
Ende März 1846 wurde de Theux noch einmal Premierminister eines klerikalen Kabinetts, musste aber schon am 12. August 1847 infolge des Sieges der liberalen Linken bei den Wahlen zurücktreten und war bis 1870 einer der Führer der katholisch-klerikalen Partei in der Kammer. Im Dezember 1871 wurde er in einem neuen klerikalen Ministerium Präsident und Minister ohne Portefeuille. Er hatte diese Ämter noch inne, als er am 21. August 1874 im Alter von 80 Jahren starb.